# We hebben maar een paar minuten tijd
We hebben maar een paar minuten tijd is een door 3VOOR12/Utrecht samengesteld tributealbum uit 2005 ter ere van de zestigste verjaardag van Herman van Veen en zijn veertigjarige jubileum als artiest.

## Achtergrond
Het project was een samenwerking met Festival Mooie Woorden, een initiatief om literaire activiteiten in en uit Utrecht onder de aandacht te brengen. Zestien acts uit Utrecht of omgeving kozen een nummer uit de catalogus van Herman van Veen en gaven er hun eigen interpretatie aan. De opbrengsten van de cd gingen naar muziekschool 'José de la Cruz Mena' in León, Nicaragua, de zusterstad van Utrecht. De Utrechtse dichter Ingmar Heytze schreef een kort eerbetoon bij het project. Op 8 november 2005 werd het eerste exemplaar overhandigd aan Van Veen tijdens een speciale door Jacques Klöters gepresenteerde hommage-avond in de Utrechtse poptempel Tivoli, waarbij veertien van de deelnemende acts hun versie ten overstaan van de jubilaris speelden. Met genres als luisterpop, indierock, hiphop, breakbeat, metal, punkrock en electro vormde het album een staalkaart van de veelzijdigheid van de Utrechtse popscene van dat moment.
De nummers Zo vrolijk in de uitvoering van de Utrechtse poppunk-band Carrera en Spetter pieter pater (bekend van Alfred J. Kwak) van de Amersfoortse electropop-act Impossible Situations verschenen begin 2006 op een promo-single. De uitvoering van de Utrechtse deathmetal-band Orphanage van Opzij –  het laatste nummer dat ze opnamen voor de band uit elkaar ging –  verscheen op een van de cd's bij het boek 'Van the Black Rocking Cats tot Spinvis' (Villa Utapio, 2007), een overzicht van een halve eeuw popmuziek in en uit Utrecht.

## Nummers
- Alles - Claudia de Breij
- Kraanvogels - Harold Konickx
- Zo vrolijk - Carrera
- Kusje - Most Unpleasant Men
- Hetzelfde liedje - Djiggy Djé
- Diane - Pondertone
- Weet je nog? - ephinx
- Spetter pieter pater - Impossible Situations
- Pingpongsong - Solo
- Een vriend zien huilen - Dial Prisko
- Harlekijnlied - Nobody Beats the Drum
- Opzij - Orphanage
- Fiets - Lushus
- Kwek kwek kwek (ik ben wel goed, maar...) - Bruno und Effi
- Hilversum III - VanKatoen
- Blauwe Plekken - Durk Attaturk